# Hadrodactylus tiphae
Hadrodactylus tiphae là một loài tò vò trong họ Ichneumonidae.